# Eadwulf (vescovo di Crediton)
Eadwulf (... – 934 circa) è stato un vescovo britannico.
Fu il primo vescovo di Crediton, nel Devon, all'epoca dei re Edoardo il Vecchio ed Atelstano.

## Biografia
Intorno al 909 o al 910 le diocesi dell'antico regno del Wessex furono riorganizzate con la creazione di nuove sedi episcopali corrispondenti alle contee della regione. Quella del Devon fu stabilita a Crediton ed Eadwulf ne divenne il primo titolare.
Una tradizione menziona Eadwulf come uno dei sette vescovi che sarebbero stati consacrati nello stesso giorno dall'arcivescovo di Canterbury Plegmund, ma il testo che la riporta presenta contraddizioni cronologiche insolubili che ne mettono in dubbio l'affidabilità. È comunque possibile che conservi una registrazione deformata di eventi realmente accaduti.
Il successore di Eadwulf, Æthelgar, compare nelle fonti a partire dal 934, il che implica che si dimise o morì intorno a quella data.